# Мангултай
Айсиньгиоро Манггултай (愛新覺羅 莽古爾泰; 1587 — 11 января 1633) — маньчжурский бэйлэ, военный и политический лидер в первые годы правления династии Цин. Он помог Хунтайцзи укрепить свою власть, передав ему свое простое синее знамя.

## Биография
Мангултай родился в маньчжурском клане Айсин Гёро и был пятым сыном Нурхаци (1559—1626), основателя династии Цин. Его мать, Гундай, была одной из основных супруг Нурхаци из маньчжурского клана Фука. Он был старшим сводным братом преемника Нурхаци, Хунтайцзи.
Когда Нурхаци принял титул хана в 1616 году, Мангултай был назван одним из четырех старших бэйлэ, чтобы помогать администрации Нурхаци. Другими тремя бэйлэ были Дайсань, Амин и Хунтайцзи. Начиная с 1621 года Мангултай и трое других старших бэйлэ ежемесячно по очереди служили помощниками Нурхаци в управлении государственными делами династии Поздняя Цзинь.
После смерти Нурхаци в 1626 году бэйлэ Дайсань использовал свое влияние, чтобы заставить маньчжурских князей и генералов согласиться на восхождение Хунтайцзи на пост хана. Хотя Хунтайцзи стал ханом, Мангултай вместе с князьями Дайсанем и Амином продолжали по очереди занимать должности помощников администратора до 1629 года, когда Хунтайцзи начал консолидировать власть.
Мангултай передал простое синее знамя Хунтайцзи, которое было третьим по силе знаменем. Таким образом, Хунтайцзи постепенно устранил силы своего конкурента.
Смерть Мангултая в 1633 году сделала возможным дальнейшее приближение Хунтайцзи к абсолютному суверенитету, поскольку единственный оставшийся из "четырех бэйлэ" был Дайсань, его первоначальный сторонник.

## Семья
От трёх жен и наложниц у Мангултая было девять сыновей (Майдали, Гуангу, Сахалиань, Эбилунь, Фиянгутай, Акетама, Шусонг, Садонгэ и Сахана).